# Liste ehemaliger Hauptstädte
Die Liste ehemaliger Hauptstädte umfasst Städte, die zeitweilig Hauptstädte waren, aber wegen Staatsuntergangs oder Verlegung der Hauptstadt ihren Status verloren haben. Die Liste ist sortiert nach Land und dann nach Periode.

## Afrika
| Ehemalige Hauptstadt | Land, Reich                  | von      | bis      | Grund der Änderung                                                     |
| -------------------- | ---------------------------- | -------- | -------- | ---------------------------------------------------------------------- |
| Al-Fustat            | Ägypten                      | 641 905  | 750 969  | Wechselte zu Al-Askar Wechselte zu Kairo.                              |
| Al-Askar             | Ägypten                      | 750      | 868      | Wechselte zu Al-Qatta’i.                                               |
| Al-Qatta’i           | Ägypten                      | 868      | 905      | Ging zurück zu Al-Fustat.                                              |
| Bujumbura            | Burundi                      | 1962     | 2018     | Wechselte zu Gitega                                                    |
| Léopoldville         | Demokratische Republik Kongo | 1960     | 1966     | Umbenannt in Kinshasa.                                                 |
| Otjimbingwe          | Deutsch-Südwestafrika        | 1885     | 1891     | Wechselte zu Windhoek.                                                 |
| Grootfontein         | Deutsch-Südwestafrika        | 1915     | 1915     | Ging zurück zu Windhoek.                                               |
| Grand-Bassam         | Elfenbeinküste               | 1893     | 1900     | Wechselte zu Bingerville.                                              |
| Bingerville          | Elfenbeinküste               | 1900     | 1933     | Wechselte zu Abidjan.                                                  |
| Abidjan              | Elfenbeinküste               | 1933     | 1983     | Wechselte zu Yamoussoukro.                                             |
| Cape Coast           | Ghana (Goldküste)            | 1664     | 1877     | Wechselte zu Accra.                                                    |
| Bolama               | Guinea-Bissau                | 1879     | 1941     | Wechselte zu Bissau.                                                   |
| Boe                  | Guinea-Bissau                | 1973     | 1974     | Ging zurück zu Bissau.                                                 |
| Njimi                | Kanem                        | 11. Jh.  | ca. 1396 | Verloren an Bulala-Invasoren (wechselte wahrscheinlich zu Ngazargamu). |
| Ngazargamu           | Kanem-Bornu-Reich            | ca. 1472 | 1808     | Verloren an Fulbe-Invasoren (wechselte wahrscheinlich zu Kukawa).      |
| Kukawa               | Kanem-Bornu-Reich            | 1814     | 1893     | Die Existenz des Königreichs endete.                                   |
| Zomba                | Malawi                       | 1880er   | 1960er   | Wechselte zu Lilongwe.                                                 |
| Lagos                | Nigeria                      | 1914     | 1976     | Wechselte zu Abuja.                                                    |
| Aneho                | Togo                         | 1880er   | 1897     | Wechselte zu Lomé.                                                     |
| Daressalam           | Tansania                     | 1964     | 1973     | Wechselte zu Dodoma.                                                   |

## Asien

### Süd-, Südost- und Ostasien
| Ehemalige Hauptstadt     | Land, Reich                                            | von              | bis              | Grund der Änderung |
| ------------------------ | ------------------------------------------------------ | ---------------- | ---------------- | --- |
| Kalkutta                 | Britisch-Indien                                        | 1772             | 1912             | Wechselte zu Neu-Delhi. |
| Simla                    | Britisch-Indien                                        | um 1850          | 1947             | Sommerhauptstadt. |
| Yin (Anyang)             | China (Shang-Dynastie)                                 | 14. Jh. v. Chr.  | ca. 1046 v. Chr. | Wechselte zu Chang’an – Ende der Shang-Dynastie. |
| Chang’an                 | China (Zhou-Dynastie)                                  | ca. 1046 v. Chr. | 722 v. Chr.      | Wechselte zu Luoyang. |
| Luoyang                  | China (Zhou-Dynastie)                                  | 772 v. Chr.      | 221 v. Chr.      | Wechselte zu Xianyang – Fall der Zhou-Dynastie. |
| Xianyang                 | China (Qin-Dynastie)                                   | 221 v. Chr.      | 206 v. Chr.      | Ging zurück zu Chang’an – Fall der Qin-Dynastie. |
| Chang’an                 | China (Han-Dynastie)                                   | 206 v. Chr.      | 25               | Ging zurück zu Luoyang. |
| Luoyang                  | China (Han-Dynastie)                                   | 25               | 220              | Fall der Han-Dynastie markierte den Beginn der Periode der Sechs Dynastien. |
| Chang’an                 | China (Tang-Dynastie)                                  | 618              | 907              | Fall der Tang-Dynastie markierte den Beginn der Periode der Fünf Dynastien und Zehn Reiche. |
| Kaifeng                  | China (Song-Dynastie)                                  | 960              | 1127             | Wechselte zu Hangzhou. |
| Hangzhou                 | China (Song-Dynastie)                                  | 1127             | 1279             | Kublai Khan integrierte China in das Mongolische Reich. |
| Nanjing                  | China (Ming-Dynastie)                                  | 1368             | 1421             | Wechselte zu Peking. |
| Peking                   | China                                                  | 1421             | 1928             | Ging zurück zu Nanjing. |
| Nanjing                  | China                                                  | 1928             | 1937             | Wechselte zu Chongqing. |
| Chongqing                | China                                                  | 1937             | 1945             | Ging zurück zu Nanjing. |
| Nanjing                  | China                                                  | 1945             | 1949             | Wechselte zu Peking – Nach der Proklamation der Volksrepublik China floh die Regierung der Republik China nach Taiwan und machte Taipeh zur provisorischen Hauptstadt. Nanjing blieb offizielle Hauptstadt Chinas. |
| Hakodate                 | Republik Ezo                                           | 1868             | 1869             | Ezo wurde annektiert durch Japan |
| Taipeh                   | Republik Formosa                                       | 1895             | 1895             | Wechselte zu Tainan |
| Tainan                   | Republik Formosa                                       | 1895             | 1895             | Formosa wurde annektiert durch Japan |
| Yogyakarta (Stadt)       | Indonesien                                             | 1946             | 1948             | Wechselte zu Bukittinggi, nach der alliierten Invasion während des Zweiten Weltkrieges. |
| Bukittinggi              | Indonesien                                             | 1948             | 1949             | Wechselte zu Jakarta. |
| Naniwa (heutiges Osaka)  | Japan (Kofun-Zeit)                                     |                  | 592              | Wechselte zu Asuka-kyō (Asuka), wegen Tod des Sushun-tennō |
| Asuka-kyō (Asuka)        | Japan (Asuka-Zeit)                                     | 592              | 645              | Wechselte zu Naniwa |
| Naniwa (Osaka)           | Japan (Asuka-Zeit)                                     | 645              | 655              | Wechselte zu Asuka-kyō, wegen Tod des Kōtoku-tennō |
| Asuka-kyō (Asuka)        | Japan (Asuka-Zeit)                                     | 655              | 667              | Wechselte zu Ōmi-kyō (Ōtsu) |
| Ōmi-kyō (Ōtsu)           | Japan (Asuka-Zeit)                                     | 667              | 672              | Wechselte zurück zu Asuka-kyō, wegen Tod des Kōbun-tennō |
| Asuka-kyō (Asuka)        | Japan (Asuka-Zeit)                                     | 672              | 694              | Wechselte zu Fujiwara-kyō (Kashihara) |
| Fujiwara-kyō (Kashihara) | Japan (Asuka-Zeit)                                     | 694              | 710              | Wechselte zu Heijō-kyō (Nara) |
| Heijō-kyō (Nara)         | Japan (Nara-Zeit)                                      | 710              | 740              | Wechselte zu Kuni-kyō (Kizugawa) |
| Kuni-kyō (Kizugawa)      | Japan (Nara-Zeit)                                      | 740              | 744              | Wechselte zu Naniwa-kyō (Osaka) |
| Naniwa-kyō (Osaka)       | Japan (Nara-Zeit)                                      | 744              | 744              | Wechselte zu Shigaraki (Kōka) |
| Shigaraki (Kōka)         | Japan (Nara-Zeit)                                      | 745              | 745              | Wechselte zurück zu Heijō-kyō (Nara) |
| Heijō-kyō (Nara)         | Japan (Nara-Zeit)                                      | 745              | 784              | Wechselte zu Nagaoka-kyō |
| Nagaoka-kyō              | Japan (Nara-Zeit)                                      | 784              | 794              | Wechselte zu Heian-kyō (Kyōto) |
| Heian-kyō (Kyōto)        | Japan (Heian-Zeit)                                     | 794              | 1180             | Wechselte zu Fukuhara-kyō (Kōbe) |
| Fukuhara-kyō (Kōbe)      | Japan (Heian-Zeit)                                     | 1180             | 1180             | Wechselte zurück zu Heian-kyō (Kyōto) |
| Heian-kyō (Kyōto)        | Japan                                                  | 1180             | 1868             | Wechselte zu Tokio (siehe auch: Hauptstadt Japans). |
| Kaesŏng                  | Korea (Koryo-Dynastie)                                 | 936              | 1392             | Wechselte nach Hanyang (Seoul) – Fall der Koryo-Dynastie |
| Marawi                   | Sultanat von Maguindanao                               | 1205 (?)         | 1800er (?)       | Annektiert durch Spanisch-Ostindien. |
| Yangon                   | Myanmar                                                | 1948             | 2005             | Wechselte zu Naypyidaw. |
| Bacolod                  | Negros, Kantonsrepublik                                | 1898             | 1899             | Von den Philippinen in Anspruch genommen. |
| Karatschi                | Pakistan                                               | 1947             | 1959             | Wechselte zu Rawalpindi. |
| Rawalpindi               | Pakistan                                               | 1959             | 1967             | Wechselte zu Islamabad. |
| Malolos                  | Erste Philippinische Republik                          | 1898             | 1899             | Hauptquartier der Revolutionsbewegung (Notiz: Verschiedene andere Orte wurde für eine kurze Zeit zur Hauptstadt ernannt, um einem amerikanischen Zugriff zu entgehen. Dies waren: San Isidro, Cabanatuan, Bamban, Tarlac, Bayambang und Palanan). Der Hauptstadtstatus ging zurück an Manila nach der Festnahme von Emilio Aguinaldo im Jahre 1901.    |
| Manila                   | Commonwealth der Philippinen                           | 1934             | 1941             | Japanische Besatzung. Ging 1945 zurück zu Manila nach der Rückeroberung der Philippinen. |
| Baguio                   | Commonwealth der Philippinen                           | 1934             | 1941             | Sommerhauptstadt. |
| Manila                   | Zweite Philippinische Republik (japanisch unterstützt) | 1943             | 1945             | Rückeroberung der Philippinen von der japanischen Besatzung. |
| Manila                   | Philippinen                                            | 1946             | 1948             | Wechselte zu Quezon City nach der Formierung der Republik der Philippinen mit dem Republic Act Nr. 333. |
| Baguio                   | Philippinen                                            | 1946             | 1976             | Sommerhauptstadt, ging zurück zu Manila mit dem Presidential Decree Nr. 940. |
| Quezon City              | Philippinen                                            | 1948             | 1976             | Ging zurück zu Manila mit dem Presidential Decree Nr. 940. Quezon City wurde, zusammen mit Manila, ein Teil der Metro Manila. Verschiedene Regierungsbeamte verblieben in Quezon City, einschließlich der Batasang Pambansa (ehemaliges Parlament der Philippinen) und letztlich auch das Repräsentantenhaus. Manila blieb bis heute Landeshauptstadt. |
| Saigon                   | Südvietnam                                             | 1954             | 1975             | Hanoi, die Existenz des Staates endete nach der Vereinigung von Vietnam. |
| Cebu                     | Spanisch-Ostindien                                     | 1562 (?)         | 1578 (?)         | Erste spanische Siedlung in diesem Land. Wechselte zu Manila (Vormals Maynilad) nach der Einnahme der Stadt. |
| Manila                   | Spanisch-Ostindien                                     | 1578 (?)         | 1762             | Eingenommen durch die Briten während des Siebenjährigen Krieges, ging zurück an Spanien nach dem Pariser Frieden. |
| Bacolor                  | Spanisch-Ostindien                                     | 1762             | 1764             | Hauptstadt der Exilregierung unter Generalgouverneur Simon de Anda während des Siebenjährigen Krieges. Ging zurück zu Manila. |
| Manila                   | Spanisch-Ostindien                                     | 1764             | 1901             | Abgetreten an die Vereinigten Staaten gemäß dem Pariser Frieden von 1898. |
| Colombo                  | Sri Lanka                                              | 1815             | 1982             | Hauptstadt wechselte zu Kotte. |
| Jolo                     | Sultanat von Sulu                                      | 1450 (?)         | 1899             | Annektiert durch die Vereinigten Staaten. |
| Sukhothai                | Siam (heute: Thailand), Königreich Sukhothai           | 1238             | 1438             | Wurde 1438 Teil des Königreichs Ayutthaya. |
| Chiang Mai               | Siam (heute Thailand), Lanna                           | 1259             | 1939             | Annektiert durch Siam (Thailand). |
| Ayutthaya                | Siam (Thailand), Königreich Ayutthaya                  | 1350             | 1767             | Wechselte zu Thonburi, nachdem die Stadt durch die Birmanen zerstört wurde. |
| Thonburi                 | Siam (Thailand)                                        | 1767             | 1782             | Wechselte zu Bangkok, nachdem König Taksin abgesetzt und sein Nachfolger König Rama I. dort seine neue Hauptstadt gründete. |
| Tainan                   | Königreich Tungning (Taiwan)                           | 1662             | 1683             | Fall des Königreichs von Tungning |

### Zentral- und Südwestasien
| Ehemalige Hauptstadt            | Land, Reich                                            | von              | bis              | Grund der Änderung |
| ------------------------------- | ------------------------------------------------------ | ---------------- | ---------------- | --- |
| Kandahar                        | Afghanistan                                            | 1748             | 1772             | Wechselte zu Kabul. |
| Ekbatana                        | Iran (Meder-Reich)                                     | 7. Jh. v. Chr.   | 550 v. Chr.      | Eingenommen von Kyros dem Großen. |
| Pasargadae, Persepolis und Susa | Iran (Altpersisches Reich)                             | 550 v. Chr.      | 330 v. Chr.      | Eingenommen durch Alexander dem Großen und eingegliedert in das Makedonische Reich.                                                                              |
| Seleukeia                       | Iran (Seleukidenreich)                                 | 305 v. Chr.      | 240 v. Chr.      | Wechselte zu Antiochia. |
| Antiochia                       | Iran (Seleukidenreich)                                 | 240 v. Chr.      | 64 v. Chr.       | Von den Parther erobert. |
| Ktesiphon                       | Iran (Parther- und Sassanid-Reiche)                    | ca. 64 v. Chr.   | 637              | Fiel während der islamischen Eroberungsfeldzüge über Persien. |
| Nischapur                       | Iran (Tahirid-Dynastie)                                | 821              | 873              | Erobert durch Saffarid-Dynastie. |
| Schiras                         | Iran (Saffarid-Dynastie)                               | 861              | 900              | Erobert durch die Samaniden. |
| Buchara, Samarkand und Herat    | Iran (Samanid-Dynastie)                                | 875              | 999              | Erobert durch die Karachaniden. |
| Täbris                          | Iran (Safawid-Dynastie)                                | 1501             | 1548             | Wechselte zu Qazvin. |
| Qazvin                          | Iran (Safawid-Dynastie)                                | 1548             | 1598             | Wechselte zu Isfahan. |
| Isfahan                         | Iran (Safawid-Dynastie)                                | 1598             | 1736             | Wechselte zu Maschhad. |
| Maschhad                        | Iran (Afscharid-Dynastie)                              | 1736             | 1750             | Wechselte zu Schiras. |
| Schiras                         | Iran (Zand-Dynastie)                                   | 1750             | 1782             | Wechselte nach Sāri in der Kadschar-Dynastie. |
| Sāri                            | Iran (Kadschar-Dynastie)                               | 1782             | 1795             | Wechselte nach Teheran. |
| Hebron                          | Davidisch-salomonisches Großreich                      | ca. 1007 v. Chr. | ca. 1000 v. Chr. | Wechselte nach Jerusalem, als das Königreich unter David zusammengeführt wurde.                                                                                  |
| Tel Aviv                        | Israel                                                 | Mai 1948         | Dez. 1948        | Übergangsweise De-facto-Hauptstadt, wechselte zu Jerusalem nach der Besetzung durch israelische Truppen im Palästinakrieg 1948.                                  |
| Jerusalem                       | Königreich Jerusalem                                   | 1099             | 1187             | Wechselte zu Acre (Einnahme von Jerusalem durch Saladin). |
| Taʿizz                          | Jemen                                                  | 1948             | 1962             | Wechselte zu Sanaa. |
| Acre                            | Königreich Jerusalem                                   | 1187             | 1291             | Die Existenz des Königreichs endete. |
| Semei                           | Kasachstan (Alasch Orda)                               | 1917             | 1920             | Einheit mit dem Namen Kirgisische Autonome Sozialistische Sowjetrepublik (ASSR) wurde eingerichtet, die Hauptstadt wechselte zu Orenburg.                        |
| Orenburg                        | Kasachstan (Kirgisische ASSR)                          | 1920             | 1925             | Wechselte zu Qysylorda. |
| Qysylorda                       | Kasachstan (Kasachische ASSR)                          | 1926             | 1929             | Wechselte zu Alma-Ata. |
| Alma-Ata                        | Kasachstan (Kasachische ASSR, Unabhängiges Kasachstan) | 1929             | 1993             | Umbenannt in Almaty. |
| Almaty                          | Kasachstan                                             | 1993             | 1998             | Wechselte zu Astana. |
| Salala                          | Oman                                                   | 1932             | 1970             | Wechselte zu Maskat. |
| Dirʿiyya                        | Saudi-Arabien                                          | 1744             | 1818             | Wechselte zu Riad nach der Zerstörung der Stadt durch die Türken.                                                                                                |
| Aden                            | Südjemen                                               | 1967             | 1990             | Die Existenz des Staates endete nach der Vereinigung des Jemen mit der gemeinsamen Hauptstadt Sanaa. Seit dem 21. März 2015 wieder Interimshauptstadt des Jemen. |
| Samarkand                       | Usbekistan (SSR)                                       | 1925             | 1930             | Wechselte zu Taschkent. |

## Europa

### Nordeuropa
| Ehemalige Hauptstadt     | Land, Reich                             | von             | bis         | Grund der Änderung                                                                      |
| ------------------------ | --------------------------------------- | --------------- | ----------- | --------------------------------------------------------------------------------------- |
| Roskilde                 | Dänemark                                | ca. 1020        | 1443        | Wechselte zu Kopenhagen.                                                                |
| Winchester               | Königreich England Wessex               | 519             | 1066        | Wechselte zu London.                                                                    |
| Turku                    | Großfürstentum Finnland                 | 1809            | 1812        | Wechselte zu Helsinki.                                                                  |
| Vaasa                    | Finnland                                | 26. Januar 1918 | 3. Mai 1918 | Wechselte unter den „weißen Truppen“ von Helsinki während des Finnischen Bürgerkrieges. |
| Hügel von Tara           | Irland (unter den Irischen Hochkönigen) | 6. Jh.          | 12. Jh.     | Irland wurde von den Normannen eingenommen.                                             |
| Kilkenny                 | Konföderation Irland                    | 1642            | 1651        | Rückeroberung Irlands durch Cromwell.                                                   |
| Kaunas                   | Litauen                                 | 1922            | 1940        | Ging zurück zu Vilnius.                                                                 |
| Nidaros, heute Trondheim | Norwegen                                | 997             | 1070        | Wechselte zu Bergen.                                                                    |
| Bjørgvin, heute Bergen   | Norwegen                                | 1070            | 1299        | Wechselte zu Oslo.                                                                      |
| Perth                    | Königreich Schottland                   | 846             | 1452        | Wechselte zu Edinburgh.                                                                 |
| Alt-Uppsala              | Schweden                                | 9. Jh.          | 1273        | Wechselte zu Uppsala.                                                                   |
| Uppsala                  | Schweden                                | 1273            | 1436        | Wechselte zu Stockholm.                                                                 |
| Tromsø                   | Norwegen                                | 1940            | 1940        | Besetzung durch das Deutsche Reich                                                      |

### Südeuropa
| Ehemalige Hauptstadt | Land, Reich                  | von     | bis     | Grund der Änderung                                                                                        |
| -------------------- | ---------------------------- | ------- | ------- | --- |
| Konstantinopel       | Byzantinisches Reich         | 330     | 1453    | Das Reich fiel dem Osmanischen Reich zu, das die Stadt zu seiner Hauptstadt macht.                        |
| Burgos               | Kastilien                    | 11. Jh. | 15. Jh. | Wechselte zu Valladolid                                                                                   |
| Granada              | Emirat von Granada           | 1250    | 1492    | Die Existenz des Emirats endete nach der Reconquista und wurde in das Königshaus Kastilien eingegliedert. |
| Ägina                | Griechenland                 | 1828    | 1828    | Wechselte zu Nafplio.                                                                                     |
| Nafplio              | Griechenland                 | 1828    | 1834    | Wechselte zu Athen.                                                                                       |
| Turin                | Italien                      | 1861    | 1865    | Wechselte zu Florenz.                                                                                     |
| Florenz              | Italien                      | 1865    | 1871    | Wechselte zu Rom.                                                                                         |
| Salerno              | Italien                      | 1944    | 1944    | Zeitweise; wechselte zurück zu Rom nach der späteren Befreiung.                                           |
| Mailand              | Herzogtum Mailand            | 1395    | 1796    | Annektiert durch Frankreich.                                                                              |
| Mdina                | Malta                        |         | 1566    | Wechselte zu Valletta.                                                                                    |
| Modena               | Herzogtum Modena             | 1452    | 1860    | Wurde Teil des Vereinigten Italiens.                                                                      |
| Neapel               | Königreich Neapel            | 1282    | 1816    | Das Königreich Neapel geht auf in das Königreich beider Sizilien.                                         |
| Bursa                | Osmanisches Reich            | 1335    | 1365    | Wechselte zu Edirne.                                                                                      |
| Edirne               | Osmanisches Reich            | 1365    | 1453    | Wechselte zu Istanbul (Konstantinopel).                                                                   |
| Istanbul             | Osmanisches Reich            | 1453    | 1923    | Das Osmanische Reich wurde zur Republik Türkei. Der Hauptstadtstatus fiel Ankara zu.                      |
| Piacenza             | Herzogtum Parma und Piacenza | 1545    | 1547    | Wechselte nach dem Mordanschlag auf Herzog Pier Luigi II. Farnese zu Parma.                               |
| Parma                | Herzogtum Parma und Piacenza | 1547    | 1860    | Wurde Teil des Vereinten Italiens.                                                                        |
| Guimarães            | Portugal                     | 1095    | 1131    | Wechselte zu Coimbra.                                                                                     |
| Coimbra              | Portugal                     | 1131    | 1255    | Wechselte zu Lissabon.                                                                                    |
| Lissabon             | Portugal                     | 1255    | 1808    | Wechselte zu Rio de Janeiro (Während der Besetzung Lissabons durch Napoleons Truppen)                     |
| Rio de Janeiro       | Portugal                     | 1808    | 1821    | Wechselte zu Lissabon.                                                                                    |
| Turin                | Königreich Sardinien         | 1720    | 1861    | Wurde Teil des Vereinten Italiens.                                                                        |
| Turin                | Herzogtum Savoyen            | 1563    | 1720    | Wurde Teil des Königreichs Sardinien.                                                                     |
| Palermo              | Königreich von Sizilien      | 1130    | 1816    | Das Königreich wechselte in das Königreich beider Sizilien.                                               |
| Toledo               | Spanien                      | 15. Jh. | 1561    | Wechselte zu Madrid.                                                                                      |
| Madrid               | Spanien                      | 1561    | 1600    | Wechselte zu Valladolid.                                                                                  |
| Valladolid           | Spanien                      | 1600    | 1606    | Wechselte zurück zu Madrid.                                                                               |
| Valencia             | Spanien                      | 1936    | 1939    | Regierungssitz der Zweiten Spanischen Republik während des Spanischen Bürgerkrieges.                      |
| Burgos               | Spanien                      | 1936    | 1939    | Regierungssitz der Nationalisten während des Spanischen Bürgerkrieges.                                    |
| Triest               | Freies Territorium Triest    | 1947    | 1954    | Das Territorium wurde aufgelöst und in Italien und Jugoslawien integriert.                                |
| Florenz              | Toskana                      | 1569    | 1860    | Wurde ein Teil des Vereinigten Italiens.                                                                  |
| Neapel               | Königreich beider Sizilien   | 1816    | 1861    | Wurde ein Teil des Vereinigten Italiens.                                                                  |
| Venedig              | Republik Venedig             | 9. Jh.  | 1797    | Annektiert durch Österreich.                                                                              |

### Mittel- und Westeuropa
Zu den Hauptstädten der deutschen Staaten gibt es einen eigenen Artikel: 
| Ehemalige Hauptstadt                | Land, Reich                             | von            | bis  | Grund der Änderung |
| ----------------------------------- | --------------------------------------- | -------------- | ---- | --- |
| Danzig                              | Republik Danzig                         | 1807           | 1814 | aus Preußen herausgelöst.                                                                                                  |
| Danzig                              | Freie Stadt Danzig                      | 1920           | 1939 | Staat durch den Versailler Vertrag.                                                                                        |
| Vichy                               | Frankreich                              | 1940           | 1944 | Hauptstadt des Vichy-Regimes.                                                                                              |
| Wien                                | Herzogtum Österreich                    | 1156           | 1358 | Wurde zur Hauptstadt von Erzherzogtum Österreich.                                                                          |
| Wien                                | Erzherzogtum Österreich                 | 1359           | 1804 | Wurde zur Hauptstadt von Kaisertum Österreich.                                                                             |
| Wien                                | Kaisertum Österreich                    | 1804           | 1867 | Wurde zur Hauptstadt des Kaiser- und Königreiches Österreich-Ungarn.                                                       |
| Wien                                | Österreich-Ungarn                       | 1867           | 1918 | Wurde zur Hauptstadt der Republik Österreich.                                                                              |
| Gnesen                              | Polen                                   | 10. Jh.        | 1038 | Wechselte zu Krakau. |
| Posen                               | Polen                                   | 10. Jh.        | 1038 | Wechselte zu Krakau. |
| Krakau                              | Polen                                   | 1038           | 1079 | Wechselte zu Płock. |
| Płock                               | Polen                                   | 1079           | 1138 | Wechselte zu Krakau. |
| Krakau                              | Polen                                   | 1138           | 1290 | Wechselte zu Posen. |
| Posen                               | Polen                                   | 1290           | 1296 | Wechselte zu Krakau. |
| Krakau                              | Polen                                   | 1296           | 1596 | Wechselte zu Warschau. |
| Lublin                              | Polen                                   | 1944           | 1945 | De-facto-Hauptstadt. |
| Łódź                                | Polen                                   | 1945           | 1947 | seinerzeit de-facto-Hauptstadt.                                                                                            |
| Aarau                               | Schweiz (Helvetische Republik)          | 1798           | 1798 | Wechselte zu Luzern. |
| Luzern                              | Schweiz (Helvetische Republik)          | 1798           | 1803 | Die Helvetische Republik wurde aufgelöst.                                                                                  |
| Prag                                | Tschechoslowakei                        | 1918           | 1993 | Wurde Hauptstadt von Tschechien.                                                                                           |
| Székesfehérvár und Esztergom        | Ungarn                                  | 972 (oder 973) | 1256 | Der Hauptstadtstatus wechselte von Esztergom zu Buda, nachdem 1242 Großteile der Stadt durch die Mongolen zerstört wurden. |
| Buda                                | Ungarn                                  | 1361           | 1536 | Wechselte zu Pozsony, nachdem Teile des Staates vom Osmanischen Reich eingenommen wurden.                                  |
| Bratislava (Pressburg oder Pozsony) | Königreich Ungarn                       | 1536           | 1784 | Ging zurück zu Buda. |
| Buda                                | Ungarn                                  | 1784           | 1849 | Wurde ein Teil von Österreich mit der Hauptstadt Wien.                                                                     |
| Buda                                | Ungarn (Als Teil von Österreich-Ungarn) | 1867           | 1873 | Vereinigung mit Óbuda und Pest zu Budapest.                                                                                |

### Südost- und Osteuropa
| Ehemalige Hauptstadt         | Land, Reich                            | von            | bis            | Grund der Änderung                                                                   |
| ---------------------------- | -------------------------------------- | -------------- | -------------- | ------------------------------------------------------------------------------------ |
| Vlora                        | Albanien                               | 1912           | 1920           | Wechselte zu Tirana.                                                                 |
| Pliska                       | Bulgarien (Erstes Bulgarisches Reich)  | 681            | 893            | Wechselte zu Weliki Preslaw.                                                         |
| Weliki Preslaw               | Bulgarien (Erstes Bulgarisches Reich)  | 893            | 972            | Wechselte zu Ohrid.                                                                  |
| Ohrid                        | Bulgarien (Erstes Bulgarisches Reich)  | 990            | 1015           | Die Existenz des Reiches endete nach der Eroberung durch das Byzantinische Reich.    |
| Weliko Tarnowo               | Bulgarien (Zweites Bulgarisches Reich) | 1185           | 1396           | Die Existenz des Reiches endete nach der Eroberung durch das Osmanische Reich.       |
| Mzcheta                      | Georgien                               | 3. Jh. v. Chr. | 5. Jh. n. Chr. | Wechselte zu Tiflis                                                                  |
| Tiflis                       | Georgien                               | 5. Jh. n. Chr. | 978            | Wechselte zu Kutaissi                                                                |
| Kutaissi                     | Georgien                               | 978            | 1122           | Ging zurück zu Tiflis                                                                |
| Belgrad                      | Jugoslawien                            | 1918           | 2003           | Die Staatengemeinschaft zerfiel und Belgrad wurde Hauptstadt von Serbien.            |
| Varaždin                     | Kroatien                               | 1756           | 1776           | Ging zurück zu Zagreb, als ein Feuer große Teile der Stadt zerstörte.                |
| Płock                        | Masowien                               | ca. 1038       | 1047           | Masowien wurde in Polen eingegliedert.                                               |
| Płock                        | Masowien                               | 1138           | 1313           | Wechselte zu Czersk                                                                  |
| Czersk                       | Masowien                               | 1313           | 1413           | Wechselte zu Warschau                                                                |
| Warschau                     | Masowien                               | 1413           | 1526           | Masowien wurde in Polen eingegliedert.                                               |
| Plowdiw                      | Ostrumelien                            | 1878           | 1885           | Annektiert als Teil der Vereinigung Bulgariens.                                      |
| Suceava                      | Moldawien                              | ca. 1380       | 1564           | Wechselte zu Iași.                                                                   |
| Iași                         | Moldawien                              | 1565           | 1862           | Vereinigung mit der Walachei zur Formung von Rumänien.                               |
| Cetinje                      | Montenegro                             | 1482           | 1946           | Wechselte zu Podgorica.                                                              |
| Wladimir                     | Fürstentum Wladimir-Susdal (Russland)  | 1169           | 1327           | Wechselte zu Moskau.                                                                 |
| Moskau                       | Großfürstentum Moskau (Russland)       | 1327           | 1712           | Wechselte zu Sankt Petersburg.                                                       |
| Jaroslawl                    | Großfürstentum Moskau (Russland)       | 1611           | 1612           | De-facto-Hauptstadt.                                                                 |
| Cherkassk                    | Russland (Kosaken-Hetmanat)            | 1640           | 1805           | Wechselte zu Nowotscherkassk.                                                        |
| Nowotscherkassk              | Russland (Kosaken-Hetmanat)            | 1805           | 7. Januar 1920 | Die Donkosaken verloren ihre Souveränität.                                           |
| Sankt Petersburg (Petrograd) | Russisches Reich                       | 1712           | 1918           | Wechselte zu Moskau.                                                                 |
| Moskau                       | Sowjetunion                            | 1922           | 1991           | Die Staatengemeinschaft löste sich auf und Moskau wurde zur Hauptstadt von Russland. |
| Kiew                         | Ukraine (Kiewer Rus)                   | 882            | 1169           | Wechselte zu Halytsch.                                                               |
| Tschyhyryn                   | Ukraine (Kosaken-Hetmanat)             | 1648           | 1669           | Wechselte zu Baturyn.                                                                |
| Baturyn                      | Ukraine (Kosaken-Hetmanat)             | 1669           | 1708           | Wechselte zu Hluchiw nach der Zerstörung der Stadt durch russische Truppen.          |
| Hluchiw                      | Ukraine (Kosaken-Hetmanat)             | 1708           | 1722           | Das Kosaken-Hetmanat verlor seine Souveränität.                                      |
| Hluchiw                      | Ukraine (Kosaken-Hetmanat)             | 1727           | 1734           | Das Kosaken-Hetmanat verlor seine Souveränität.                                      |
| Baturyn                      | Ukraine (Kosaken-Hetmanat)             | 1750           | 1764           | Das Kosaken-Hetmanat verlor seine Souveränität.                                      |
| Charkiw                      | Ukraine (SSR)                          | 1919           | 1934           | Wechselte zu Kiew.                                                                   |
| Câmpulung                    | Wallachia                              | 13. Jh.        | 15. Jh.        | Wechselte zu Târgoviște.                                                             |
| Târgoviște                   | Walachei                               | 1396           | 1698           | Wechselte zu Bukarest.                                                               |

## Ozeanien
| Ehemalige Hauptstadt | Land, Reich                        | von  | bis  | Grund der Änderung                                                                             |
| -------------------- | ---------------------------------- | ---- | ---- | ---------------------------------------------------------------------------------------------- |
| Melbourne            | Australien                         | 1901 | 1927 | Wechselte zu Canberra – seinerzeit vorläufige Hauptstadt, weil sich Canberra noch entwickelte. |
| Levuka               | Fidschi                            | 1874 | 1877 | Wechselte zu Suva.                                                                             |
| Russell              | Neuseeland                         | 1840 | 1841 | Wechselte zu Auckland.                                                                         |
| Auckland             | Neuseeland                         | 1841 | 1865 | Wechselte zu Wellington.                                                                       |
| Kolonia              | Föderierte Staaten von Mikronesien | 1914 | 1999 | Wechselte zu Palikir.                                                                          |
| Jabor                | Marshallinseln                     | 1885 | 1944 | Wechselte zu Majuro.                                                                           |
| Koror                | Palau                              | 1994 | 2007 | Wechselte zu Ngerulmud.                                                                        |
| Tulagi               | Salomonen                          | 1896 | 1942 | Wechselte zu Honiara.                                                                          |

## Nordamerika
Die historischen Hauptstädte der Vereinigten Staaten, der Konföderierten Staaten von Amerika, der Republik Texas und des Königreich Hawaiʻi bzw. der Republik Hawaii sind aufgeführt in der Liste der Hauptstädte der Vereinigten Staaten.
| Ehemalige Hauptstadt                                                             | Land, Reich             | von      | bis  | Grund der Änderung                               |
| -------------------------------------------------------------------------------- | ----------------------- | -------- | ---- | ------------------------------------------------ |
| Saint George’s Town                                                              | Bermuda                 | 1612     | 1815 | Wechselte zu Hamilton.                           |
| Belize City                                                                      | British Honduras        | 1638     | 1970 | Wechselte zu Belmopan.                           |
| Chan Santa Cruz                                                                  | Chan Santa Cruz         | ca. 1852 | 1901 | Wurde zu einem Teil von Mexiko.                  |
| Cartago                                                                          | Costa Rica              | 1562     | 1823 | Wechselte zu San José.                           |
| Spanish Town                                                                     | Jamaika                 | 1534     | 1872 | Wechselte zu Kingston                            |
| Kingston                                                                         | Kanada                  | 1841     | 1843 | Wechselte zu Montreal.                           |
| Montreal                                                                         | Kanada                  | 1843     | 1849 | Wechselte zu Toronto.                            |
| Toronto                                                                          | Kanada                  | 1849     | 1859 | Wechselte zu Québec.                             |
| Québec                                                                           | Kanada                  | 1859     | 1865 | Wechselte zu Ottawa.                             |
| Santiago de Cuba                                                                 | Kuba                    | 1522     | 1589 | Wechselte (nach 1607) zu Havanna.                |
| Plymouth (Montserrat) De facto (Stadt wurde durch einen Vulkanausbruch zerstört) | Montserrat              | 1962     | 1997 | Wechselte zu Brades de facto (später Little Bay) |
| St. John’s                                                                       | Neufundland             | 1855     | 1949 | Ging eine Konföderation mit Kanada ein.          |
| San Jose de Oruña                                                                | Trinidad                | 1592     | 1783 | Wechselte zu Port of Spain.                      |
| Port of Spain                                                                    | Westindische Föderation | 1958     | 1962 | Die Existenz des Staates endete.                 |
| Mérida                                                                           | Yucatán                 | 1840     | 1847 | Vereinigung mit Mexiko.                          |

## Südamerika
| Ehemalige Hauptstadt | Land, Reich                                                    | von     | bis      | Grund der Änderung |
| -------------------- | -------------------------------------------------------------- | ------- | -------- | --- |
| Perquenco            | Königreich von Araukanien und Patagonien                       | 1860    | ?        | Wurde eingegliedert in Chile und Argentinien. |
| Paraná               | Argentinische Föderation                                       | 1853    | 1861     | Wechselte zu Buenos Aires. |
| Salvador da Bahia    | Brasilien                                                      | 1549    | 1763     | Wechselte zu Rio de Janeiro. |
| Rio de Janeiro       | Brasilien                                                      | 1763    | 1808     | Wechselte zu Rio de Janeiro |
| Rio de Janeiro       | Portugal                                                       | 1808    | 1815     | Wurde zur Hauptstadt von Portugal, als der portugiesische König Johann VI. 1808 während des Krieges mit dem Napoleonischen Frankreich in die Kolonie Brasilien umzog. |
| Rio de Janeiro       | Vereinigtes Königreich von Portugal, Brasilien und der Algarve | 1815    | 1821     | Die Kolonie Brasilien wurde in den Rang eines mit Portugal gleichberechtigten Königreichs gehoben und ging, nach in Kraft treten des zugehörigen Gesetzes am 16. Dezember 1815, mit der Algarve eine Vereinigung ein unter dem Namen: Vereinigtes Königreich von Portugal, Brasilien und der Algarve. |
| Lissabon             | Vereinigtes Königreich von Portugal, Brasilien und der Algarve | 1821    | 1822     | Wechselte zu Rio de Janeiro. Rückkehr des Monarchen nach Portugal. |
| Rio de Janeiro       | Kaiserreich Brasilien                                          | 1822    | 1889     | Wechselte zu Rio de Janeiro. |
| Rio de Janeiro       | Brasilien                                                      | 1889    | 1960     | Wechselte zu Brasília. |
| Concepción           | Generalkapitanat Chile                                         | 1565    | 1575     | Wechselte zu Santiago de Chile. |
| Cuzco                | Inka-Reich                                                     | 13. Jh. | ca. 1533 | Wechselte zu Lima nach der spanischen Eroberung. |
| Tacna                | Peruanisch-Bolivianische Konföderation                         | 1837    | 1839     | Die Existenz dieses Staates endete. |